# Марія де Моліна
Марія Альфонсо де Моліна Велика (бл. 1265—1321) — сеньйора де Моліна, королева Кастилії та Леона в 1284—1295 роках, дружина Санчо IV Хороброго. Регентка за малолітнього сина Фернанда IV (1295 — бл. 1301), а пізніше, за онука Альфонсо XI Справедливого (1312—1321).

## Життєпис
Марія була онукою короля Альфонсо IX Леонського та королеви Беренгарії Кастильської.
Вийшла заміж за свого двоюрідного брата Санчо IV Кастильського у 1282 році, хоча папський дозвіл на шлюб між родичами не було надано. Після смерті Альфонсо X у 1284 році вона стала королевою Кастилії та Леона і була коронована разом зі своїм чоловіком у соборі Толедо. Хоча Рим змушував подружжя розлучитися, Санчо намагався делегувати своїй дружині багато королівських обов'язків, у тому числі й посаду регента їхнього сина після своєї смерті. Правління цього монарха було коротким та завершилося після смерті у 1295 році. Престол успадковував їхній старший син Фернандо IV, який на той час був ще неповнолітнім. Хоча Санчо IV призначив Марію регентом, вона була змушена розділити регентство з дядьком Санчо, Енріке Сенатором, молодшим братом Альфонсо X. Права Фердинанда були оскаржені коаліцією, яка включала його дядька Хуана I, двоюрідних братів інфанти де ла Серда (синів інфанта Фернандо де ла Серда, старшого сина Альфонсо X), а також король Хайме II Арагонський та король Дініш Португальський.
Марія відстояла права сина на престол, але для цього їй довелося створити власну коаліцію, спираючись на кастильські кортеси. Громадянська війна тривала кілька років, і співрегент Марії, Енріке, найчастіше був скоріше противником, ніж захисником свого племінника.
Близько 1300 року унія проти Фернандо IV почала слабшати, коли один з його головних ворогів, Хуан Нуньєс де Лара, був захоплений у полон і пізніше примирився з правлінням молодого короля. Португалія підтвердила вірність Фернандо, пообіцявши шлюб між португальською принцесою Констанцією та молодим королем Кастилії. Перемога Марії була закріплена в 1301 році, коли вона нарешті отримала папську буллу від Боніфація VIII, в якій він узаконив її шлюб та права дітей. Зрештою, тільки Арагон підтримував домагання Альфонсо де ла Серди та його брата, чому через кілька років поклав край угоди між Кастилією та Арагоном.

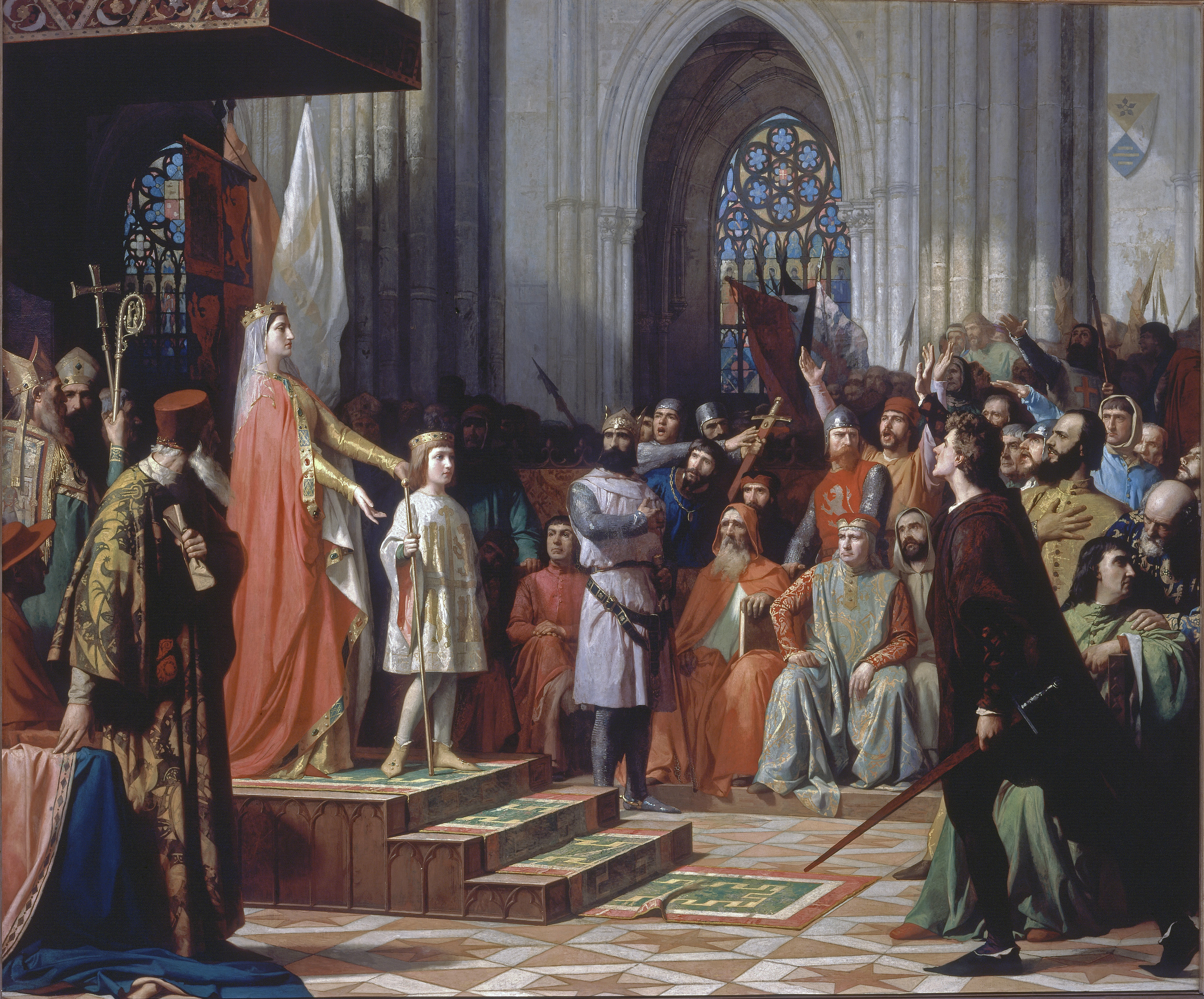
Королева Марія де Моліна представляє свого сина Фернандо IV кортесам Вальядоліда у 1295 році. Художник Антоніо Гізберт (1863)

Після смерті Фернандо IV в 1312 році престол успадковував його син Альфонсо, онук Марії. Оскільки новий король був неповнолітнім, Марія знову стала регентом Кастилії другого терміну, цього разу свого онука.
Марія де Моліна померла у Вальядоліді 1321 року.

## Діти
Чоловік — Санчо IV, король Кастилії
Діти:
- Ізабелла (1283 — 24 липня 1328); 1-й чоловік: з грудня 1291 або 1293 року (не набрав чинності, анульований у 1295) Хайме II (10 серпня 1267 — 5 листопада 1327), король Арагона; 2-й чоловік: з 1310 року Жан III (8 березня 1286 — 30 квітня 1341), герцог Бретані;
- Фернандо IV (6 грудня 1285 — 7 вересня 1312), король Кастилії та Леона в 1295—1312 роках;
- Альфонсо (1286 — серпень 1291);
- Енріке (1288—1299);
- Педро (1290 — 25 червня 1319), сеньйор де лос Камерос, Альмасан, Берланга, Монтеагудо та Сіфуентес;
- Феліпе (28 травня 1292 — 13/30 квітня 1327), сеньйор де Кабрера та Рібера;
- Беатриса (1293 — 25 жовтня 1359); чоловік: з 12 вересня 1309 рлку Афонсу IV (8 лютого 1291 — 28 травня 1357), король Португалії.